# Juan José Muñante
Juan José Muñante López (Pisco, 1948. június 12. – Florida, USA, 2019. április 23.) válogatott perui labdarúgó, csatár.

## Pályafutása

### Klubcsapatban
1966 és 1968 között a Sport Boys, 1969 és 1973 között az Universitario labdarúgója volt. 1973 és 1982 között Mexikóban játszott. 1973 és 1976 között az Atlético Español, 1976 és 1980 között az UNAM Pumas, 1980 és 1982 között a Tampico Madero játékosa volt. 1983-ban visszatért a Universitarióhoz és itt fejezte be az aktív labdarúgást.

### A válogatottban
1967 és 1978 között 48 alkalommal szerepelt a perui válogatottban és hat gólt szerzett. Részt vett az 1978-as argentínai világbajnokságon.